# Kravallerna i Grekland 2008

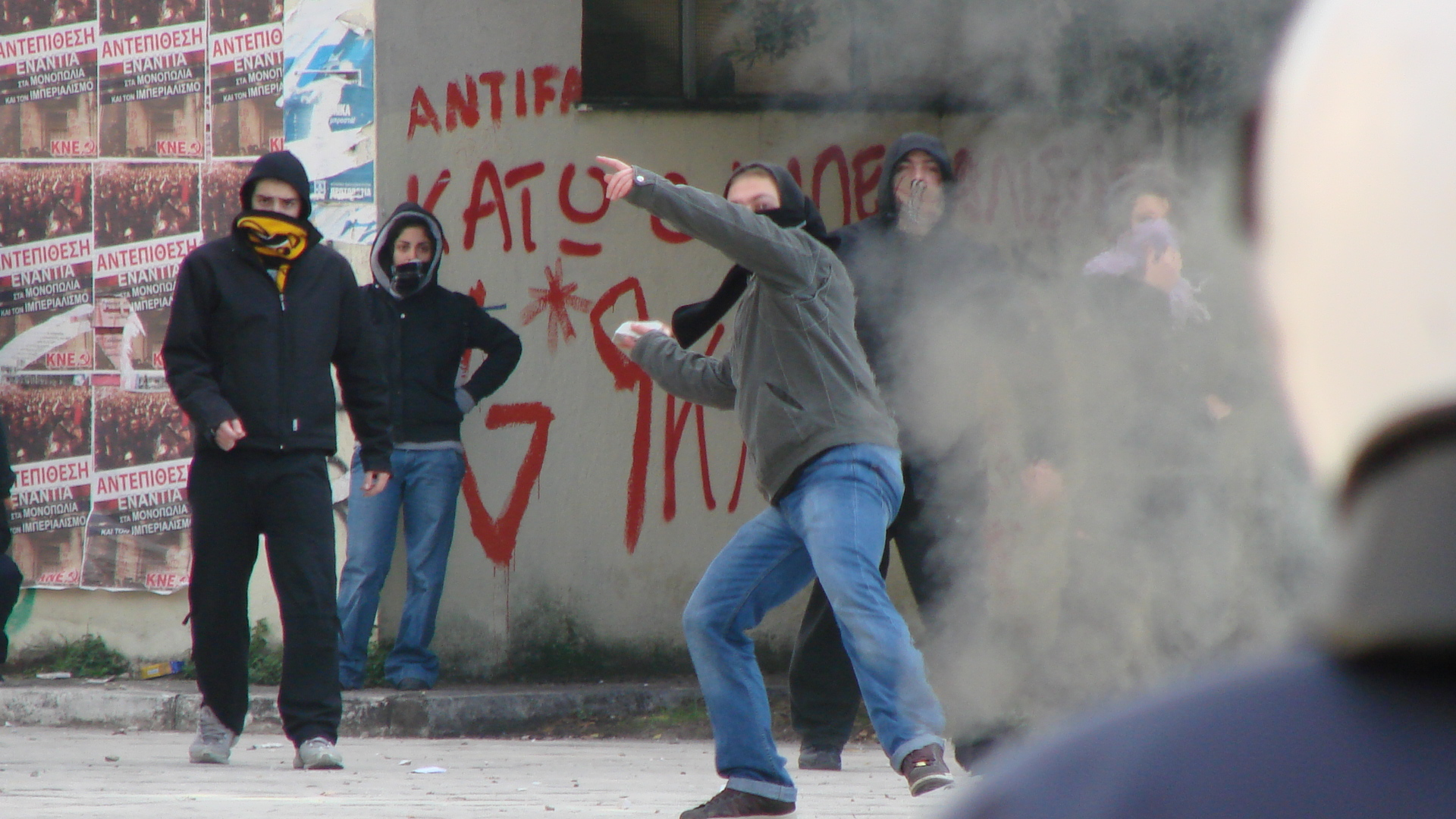
Demonstranter i Komotini

Kravallerna i Grekland 2008 började 6 december 2008 i samband med att en 15-årig student sköts till döds av en polis i Aten.
Det ledde till flera våldsamma demonstrationer i runt tio grekiska städer. Polisen attackerade demonstrationer med tårgasgranater och demonstrationen har svarat med att kasta sten och molotovcocktails. Flera fackliga organisationer utlyste generalstrejk onsdagen den 17 december, vilket ledde till att bland annat kollektivtrafiken stannade och inga flygplan kunde landa.

## Internationella reaktioner
Protesterna har spritt sig även utanför Greklands gränser. Fler än 48 aktioner har ägt rum till stöd för revolten
- Australien: En grupp aktivister uttrycker sin solidaritet med rörelsen i Grekland och protesterar mot polisvåldet. Den 13 december protesterar en grupp i Melbourne mot polismordet i solidaritet med den grekiska rörelsen utan för den grekiska ambassaden. Samma ambassad hade tidigare fått politiska slagord skrivna på sig. [3]

- Österrike: Runt 1 200 demonstranter protesterar utanför den grekiska ambassaden i Wien[4]

- Bulgarien: En demonstration i solidaritet med den grekiska rörelsen ägde rum utanför den grekiska ambassaden i Sofia.[5]

- Cypern: Demonstrationer och sammanstötningar med polis ägde även rum i Cypern. Det började den 8 december 2008, i huvudstaden och i staden Paphos.[6] I Larnaca samlades hundratals personer vid polishögkvarteret där de demonstrerade i samband med händelserna i Aten.[7] Den 10 december flygs inte turer till Grekland och dess öar av bolaget Cyprus Airways efter att strejker brutit ut av flygpersonal[8]

- Danmark: 135 personer attackeras och grips av polisen i Köpenhamn i samband med deras stöddemonstration för den grekiska rörelsen.[9][10]

- Frankrike: Demonstranter tog sig in i det grekiska konsulatet i Paris.[11] 3000 demonstranter samlades också utanför ambassaden i Paris och blockerade delvis Champs-Élysées, en viktig aveny i Paris. I Bordeaux, en stad i södra delen av landet, sattes bilar i brand och det målades slagord på konsulatets väggar.[12]

- Irland: Demonstranter demonstrerar utanför den grekiska ambassaden i solidaritet med rörelsen och den mördade anarkisten. [13]

- Rumänien: Runt 20 personer demonstrerar framför det grekiska konsulatet i Bukarest. Tre greps. [14]

- Sverige: I Stockholm protesterade demonstranter utanför den grekiska ambassaden i protest mot mordet.[15]